# Johann IV. (Vendôme)
Johann IV. (frz. Jean; † 1230) war ein Graf von Vendôme und Herr von Montoire. Er war der Sohn Peters II., Herr von Montoire, (Haus Montoire) und der Johanna von Vendôme.
Er war verheiratet mit einer Frau namens Églantine, die gelegentlich auch als Agnes genannt wird. Ihre Kinder waren unter anderem:
- Peter († 25. März 1249), Graf von Vendôme
- Gottfried, Herr von Lavardin und Savigny

Johann war als Herr von Montoire ein Vasall der Grafen von Vendôme, mit denen er über seine Mutter verwandt war. Gemeinsam mit seinem Vetter, Graf Johann II. von Vendôme, legte er im März 1203 in Paris den Lehnseid gegenüber König Philipp II. August ab. Nachdem 1217 sein Onkel, Graf Johann III., ohne einen Erben zu hinterlassen gestorben war, konnte er die Nachfolge als Graf von Vendôme antreten. Dadurch wurde er ein direkter Kronvasall, wenngleich Vendôme ein feudum der Grafschaf Anjou war. Anjou befand sich bereits seit 1204 im Besitz der Krone. Mit seiner Frau gründete er 1220 die Benediktinerinnenabtei La Virginité in der Nähe von Montoire.
Johann begleitete König Ludwig VIII. von Frankreich 1226 auf den Albigenserkreuzzug. Nachdem der König noch im selben Jahr gestorben war, avancierte Johann zu einer Stütze für den unmündigen König Ludwig IX. (Saint Louis) und dessen Mutter, Blanka von Kastilien, gegen die rebellierenden Barone um Peter Mauclerc und Hugo X. von Lusignan. Die königliche Familie hatte sich nach Vendôme zurückgezogen, wo am 16. März 1227 ein vorläufiger Frieden mit den Rebellen vertraglich vereinbart werden konnte.

## Einzelnachweis
1. ↑  Léopold Delisle: Catalogue des actes de Philippe-Auguste. Durand, Paris 1856, S. 173, Nr. 732.

## Weblink
- Die Grafen von Vendôme (franz.)

| Vorgänger   | Amt                        | Nachfolger |
| ----------- | -------------------------- | ---------- |
| Johann III. | Graf von Vendôme 1217–1230 | Peter      |

| Personendaten    | Personendaten                          |
| ---------------- | -------------------------------------- |
| NAME             | Johann IV.                             |
| ALTERNATIVNAMEN  | Jean (französisch)                     |
| KURZBESCHREIBUNG | Graf von Vendôme und Herr von Montoire |
| GEBURTSDATUM     | 12. Jahrhundert                        |
| STERBEDATUM      | 1230                                   |